# هاني مختار
هاني أبو بكر مختار (بالألمانية: Hany Abubakr Mukhtar)‏ (مواليد 21 مارس 1995) هو لاعب كرة قدم ألماني يجيد اللعب في مركز الوسط مع نادي ناشفيل الأمريكي. ولد في برلين لأب سوداني وأم ألمانية.

## روابط خارجية
- هاني مختار على موقع الدوري الأمريكي (الإنجليزية)
- هاني مختار على موقع قاعدة بيانات كرة القدم.إي يو (الإنجليزية)
- هاني مختار على موقع بيانات كرة القدم. دي إي (الألمانية)
- هاني مختار على موقع Soccerway.com (الإنجليزية)
- هاني مختار على موقع عالم كرة القدم.نت (الإنجليزية)
- هاني مختار على موقع AS.com (الإسبانية)